# Zeberka (zwyczajna)
Zeberka zwyczajna, zeberka, amadyna zebrowata (Taeniopygia guttata) – gatunek małego ptaka z rodziny astryldowatych (Estrildidae), zamieszkujący Australię, gdzie jest liczny, i Małe Wyspy Sundajskie. Jest to ptak chętnie hodowany w klatkach na całym świecie. Komisja Faunistyczna Sekcji Ornitologicznej Polskiego Towarzystwa Zoologicznego wymienia ją na liście gatunków stwierdzonych w Polsce, lecz nie zaliczonych do awifauny krajowej (kategoria E w klasyfikacji AERC – pojaw nienaturalny).

## Systematyka
Wyróżniono dwa podgatunki T. guttata:
- zeberka timorska (Taeniopygia guttata guttata) – Małe Wyspy Sundajskie.
- zeberka australijska (Taeniopygia guttata castanotis) – środkowa Australia. Takson często traktowany jako odrębny gatunek[3][8].

## Morfologia
Długość ciała: 10–12 cm
Rozpiętość skrzydeł: 22–23 cm
Masa ciała: 11-13 g
U zeberek występuje dymorfizm płciowy. Samce, w przeciwieństwie do samic, posiadają pomarańczowe policzki oraz rude piórka w białe kropki pod skrzydłami. U obu płci płaszcz jest brązowawy, wierzch głowy szary lub popielaty, spód ciała biały, pierś lekko prążkowana, oddzielona od brzucha czarną kreską. Ogon w poprzeczne, czarno-białe pasy. Dziób mocny, czerwony. Pod okiem czarna, pionowa kreska. Osobniki podgatunku T. guttata guttata mają bardziej intensywnie szarą głowę i jaśniejsze podgardle.

## Ekologia i zachowanie
Zeberki są towarzyskie, żyją często w dużych stadach liczących 10–100 osobników. W okresie lęgowym pary odłączają się od stada i zakładają gniazda, ale nadal w koloniach – na jednym drzewie może się gnieździć kilka par.
Zeberki zamieszkują suche tereny trawiaste i inne tereny otwarte z niewielką liczbą drzew. Potrzebują do życia bliskości wody, ponieważ żywią się nasionami i muszą pić. Dzięki rozpowszechnieniu hodowli dużych zwierząt gospodarskich, którym dostarczana jest woda pitna, zeberki mogły w przeciągu XX wieku rozszerzyć swój zasięg występowania.

## Lęgi
Rozród zwykle odbywa się w porze deszczowej, ale może to być również inna pora roku po opadach deszczu. Na południu zasięgu występowania lęgi są bardziej regularne, zależne od pory deszczowej, temperatury, dostępności pokarmu, długości przerwy między lęgami.
Zeberki zwykle zakładają gniazda na drzewach lub w krzewach. Samica składa najczęściej 3–4 jaja, ale może złożyć też tylko 2 albo aż 8. Wysiadywanie zaczyna się po zniesieniu 3. jaja, wysiadują oba ptaki na zmianę. Po 12–14 dniach wykluwają się pierwsze młode. Około 17. dnia od wylęgu pierwsze młode zaczynają opuszczać gniazdo, a masowy wylot ma miejsce zazwyczaj około 21. dnia od wylęgu. Młode w wieku 8 tygodni zaczynają swoje pierwsze pierzenie, a w 12–14. tygodniu uzyskują upierzenie dorosłego ptaka.

## Status
Międzynarodowa Unia Ochrony Przyrody (IUCN) od 2016 roku uznaje oba podgatunki zeberki zwyczajnej za osobne gatunki i zalicza je do kategorii „najmniejszej troski” (LC, least concern). Trend liczebności populacji obu tych taksonów uznaje się za stabilny.

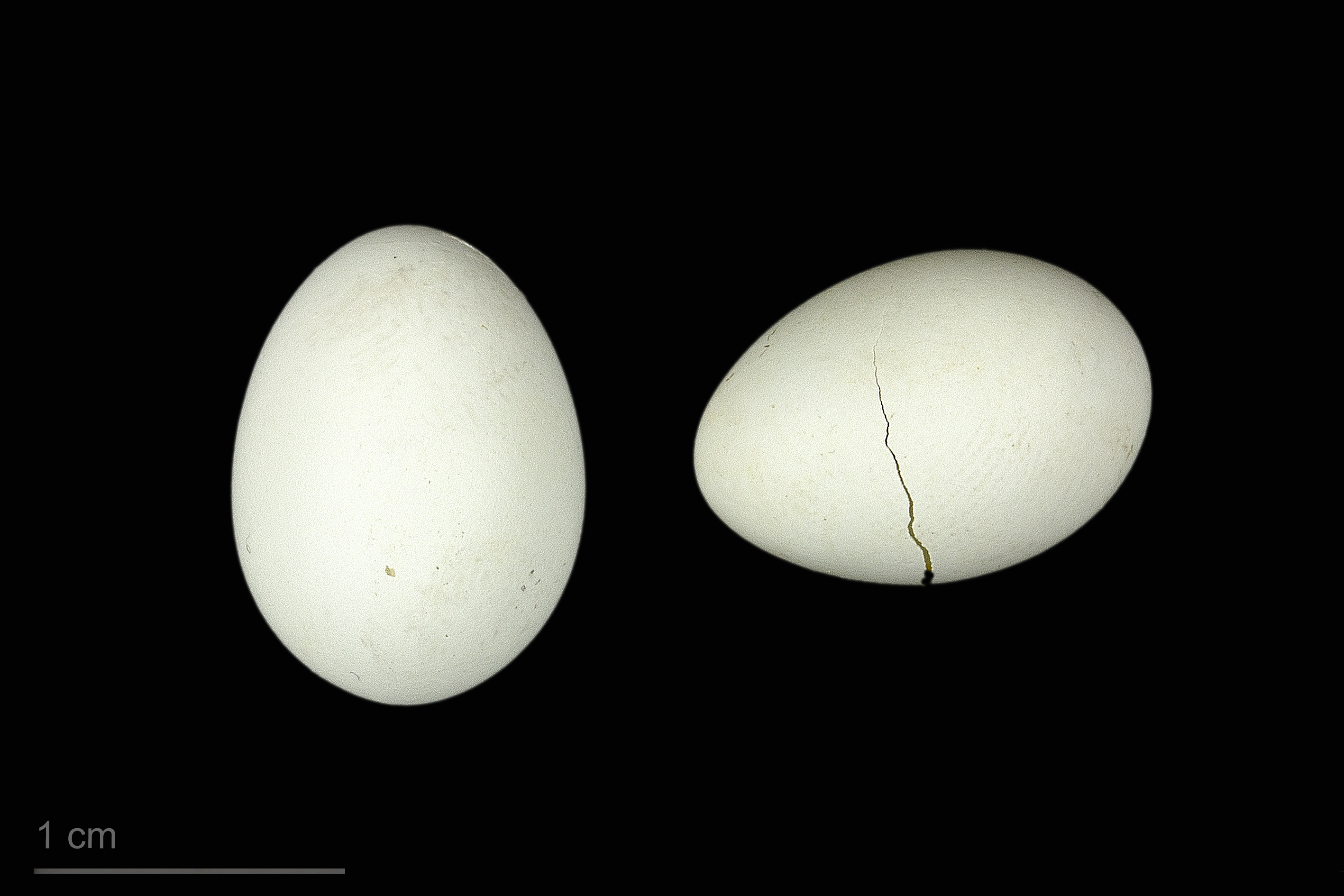
Jaja zeberki australijskiej
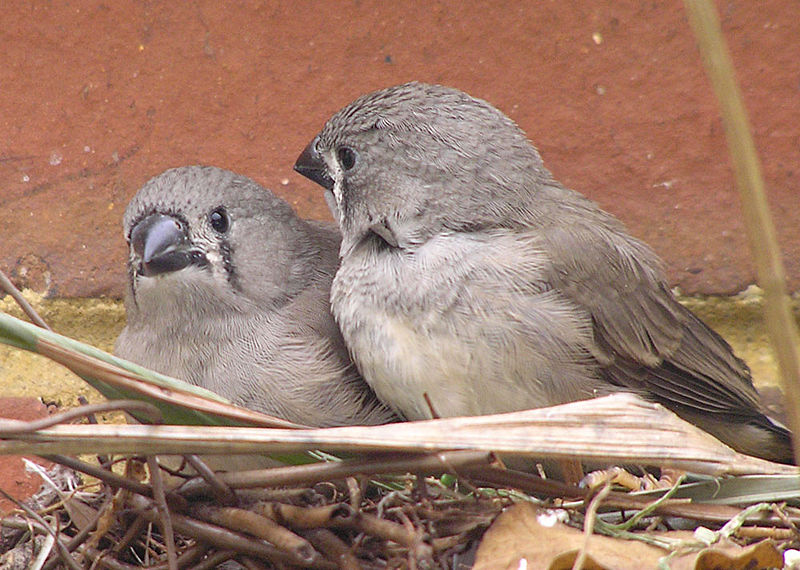
Osobniki młodociane
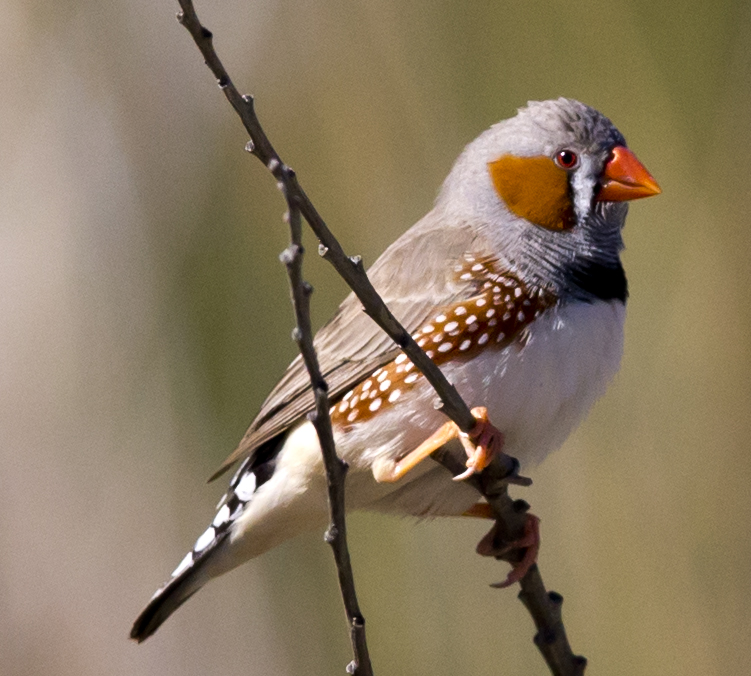
Samiec zeberki
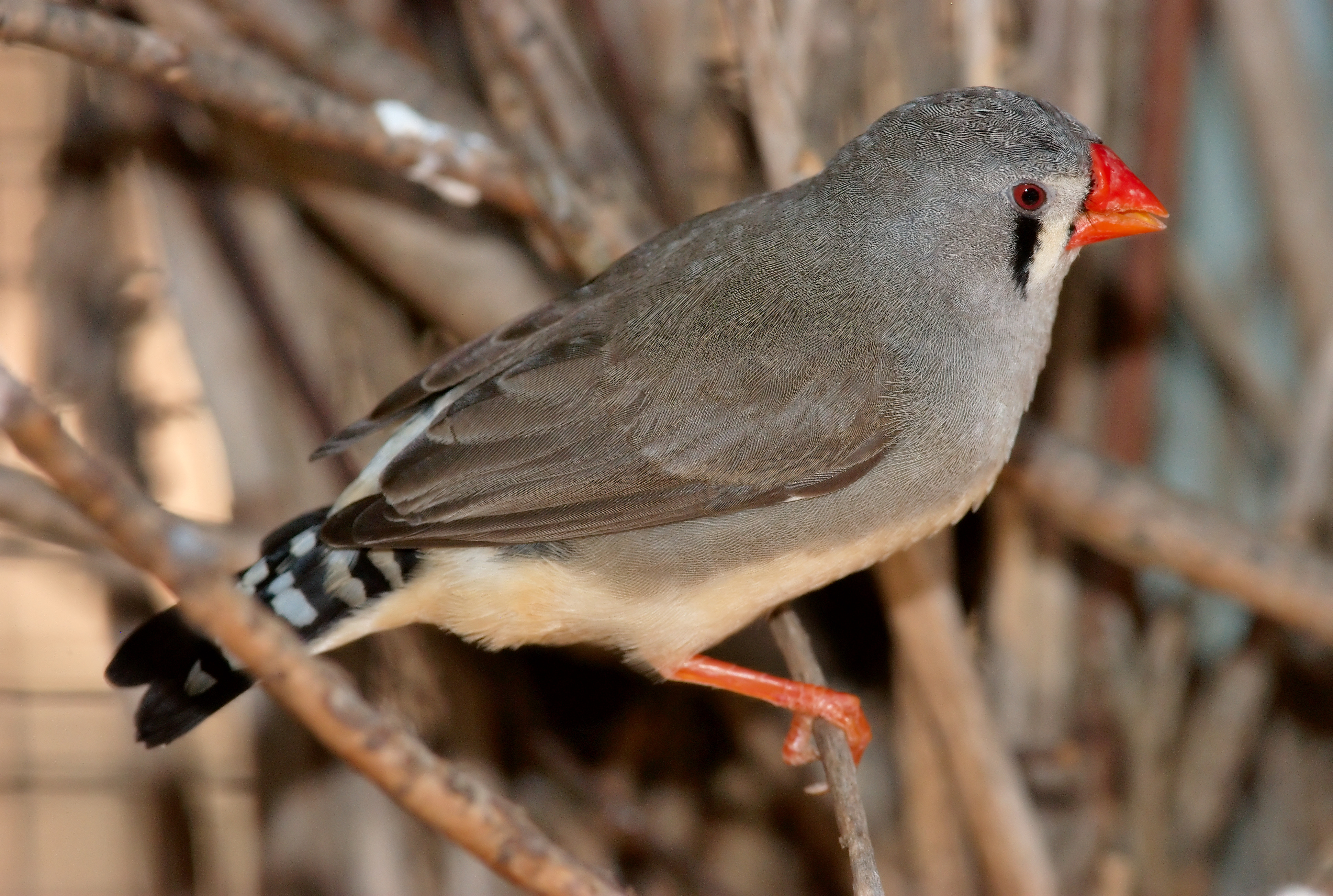
Samica zeberki